# Милан Туцовић
Милан Туцовић (Пожега, 13. септембар 1965 — Београд, 2. август 2019) био је српски сликар и вајар.

## Биографија
Милан Туцовић је рођен 13. септембра у селу Горобиље поред Пожеге. Веома рано je показао прва интересовања за уметност. Сакупљао je глину по горобиљским потоцима и моделовао прве главе. Током основне школе, захваљујући наставнику пољопривреде Николи Мићићу открио је свет Пикаса, Модиљанија и Матиса.
Цртање и вајање је учио у атељеу вајара Велимира Каравелића. Школу за индустријско обликовање је уписао 1982. у Београду, а вајарство 1986. године на Факултету примењених уметности у Београду. Професори су му Нандор Глид, Војислав Вујисић,... Још као студент добио је трећу награду на Југословенском конкурсу за споменик Ћирилу и Методију у Скопљу.
Венчао се са Милом Коларевић и добио прво ћерку Јовану, па затим Бојану. Ћерке ће му цео живот бити центар свега и његова највећа подршка.
Прву самосталну изложбу је имао у Галерији У подруму 1991. године.
У Галерији Коларчевог народног универзитета 1992. године имао је веома запажену и посећену изложбу. Тим поводом недељник НИН  објавио је текст познатог сценаристе и ликовног критичара Ђорђа Кадијевића. Такође за време изложбе упознао се са  Мићом Поповићем који је био одушевљен Милановим радом:
(„... Кад год сретнем неког младог сликара који се понаша природно, односно не слика против себе, ја сам врло срећан...Поменућу једно име: Милан Туцовић. Изврстан млади сликар који се понаша како треба. Кад сване јутро он каже: Добар дан! Кад дође вече он: Лаку ноћ!”
Исте године добио је Grand Prix и награду публике на Петом међународном бијеналу „У светлости Милене” у Пожаревцу.
Излаже у Модерној галерији у Будви, где упознаје ( и постају велики пријатељи ) познатог сликара Јова Ивановића, по коме ова галерија сада и носи име.
У атељеу пријатеља Саве Посавца настају први објекти са механизмима, металом, стаклом.
Настаје документарни филм Оставштина за будућност, аутора Милета Бегенишића. Поред овог, о Милану Туцовићу су снимљени још многи документарни филмови и емисије: Поглед из заборава, аутора Васка Бутрића, Мој Београд, аутор Ивана Николић, Пожешки документи,Форме исповести 44, сценарио и режија Андрија Димитријевић ...
На позив сликара Љубе Поповића излагао је у Модерној галерији у Ваљеву. Са овом галеријом остаје повезан до самог краја и као члан Савета галерије.
Прва изложба после обнављања културних веза у Француском културном центру је изложба Милана Туцовића, коју је отворио званични представник Француске у Србији. Неописива гужва на отварању (закрчена улица кнеза Михаила) и велико интересовање за посету изложби, потврдили су Туцовићев статус на уметничкој сцени Србије.
Ређају се многобројне изложбе како у земљи тако и у иностранству, а међу најзначајнијим су изложбе у Токију и Паризу, изложба у Модерној галерији Ваљево са сликом "Меморија пристаништа", изложба у Галерији РТС-а, у Суботици, Јапану, Пули, Београду, ...
Заједно са супругом Милом основао је Студио Уроборос који је постао место где се одржавају многобројне изложбе и културни догађаји. Ту су излагали већ афирмисани сликари, али и млади уметници којима је Туцовић увек био јак ослонац и велика  подршка. Између осталих, у Студиу Уроборос ( у организацији Фондације "Плаво") је одржана ретроспективна изложба Леониду Шејки, као и изложба радова Душана Герзића Гере . Такође ту се приређују и кљижевне вечери, пројекције филмова, музички догађаји, промоције књижевних дела,...
Започиње рад на капиталном делу „Повратак делегације”, које нажалост није успео да доврши.
Преминуо је изненада, 2. августа 2019. у Београду.
Сахрањен је у Алеји заслужних грађана на Новом гробљу у Београду.
Осмех, несвакидашњи таленат, скромност и доброта красиле су овог уметника. 
Око себе је ширио и преносио на друге невероватну позитивну енергију. Био је „Дечак који је носио светло”

## Стваралаштво Милана Туцовића
„Уметност је спознаја. Кроз њу равномерно узрастамо, знањем и осећањем. Бивамо бољи на овом нашем вечном путу незнано куда. Она је кроз све епохе била мера наше људскости.” - Милан Туцовић.
Туцовић је био изванредан  вајар, сликар, али и цртач и акварелиста и као такав један од водећих ликовних уметника своје генерације. У његовом изразу приметан је утицај вајарства, његовог академског позива, али и југословенског надреализма и струје „фантастичног сликарства“ Леонида Шејке.
Као студент доста је читао и посећивао Југословенску кинотеку, па у његова дела полако "улазе" Борхес, Сингер, Хармс, Параџанов, Тарковски, али и незаобилазни Данило Киш, чије је попрсје урадио за дипломски рад.
На првим сликама се види сигуран цртеж, ликови су сликани пажљиво и слојевито, нема јаких боја - свуда је тишина и спокој.
Неке од најзначајнијих слика из тог периода су: Градитељ царичиног града, Бен Исак, Дарови, Соколари из Пергама, Храбал, Војо фирмописац, Геологија, Живот, застава и ја, Младић или о сакупљању, Чувари сна, Верглаш из Кане,...
„ Уметност је лепота. Лепо је врхунски појам који има моћ да обједини све остале. Лепо је надређен појам и самом добру. Лепо може у себе да укључи и зло-на тај начин ће се прославити добро. И ружно ће нестати у лепом. Постаће само фрагмент велике Лепоте.” - Милан Туцовић.
У атељеу пријатеља Фрања Посавца,  креће да ствара прве објекте, са разним механизмима, металом, стаклом, лепи фотографије,... Бочице, металне копче, механизми нађени ко зна где, необичан камен, птичије гнездо, па чак и пушчани метак, постају равноправан део уметничког дела. Сви ти предмети заједно са осликаним конкретним ликовима (дечак из комшилука, молер Милосав, Борхес или Мајаковски), постају једно вишеслојно и вишезначно уметничко дело.
Нека од дела из тог периода су: Мобилијар Богоугодног Јована, У очекивању промене, Есеј о биљу, Оглед о људском разуму, Кратки живот Стоје Станић, Ноћи и дани бурегџије Замфира, Дечак који је носио светло, Срђа из Злота, Јања из горе,...
Једна од следећих фаза су Бродови без мора, како ју је у свом тексту приказао српски књижевник и академик Љубомир Симовић.
„Зауставимо се на тренутак пред великом серијом слика са мотивом бродова и бродоградилишта. На тим сликама видимо врло реалистички насликане бродове у изградњи, бродове на ремонту и врло реалистички насликане бродомонтере и пословође и неке дечаке који се досађују или се играју или просто позирају испред тих бродова. Међутим, упадљиво је да у тим лукама, пристаништима и бродоградилиштима нема мора....Гледајући ова платна-која као да нису исликана него искована-„Путник”, „Дневник једног бродара”, „Пристаниште”, „Бродоградилиште Бијела”, „Лука”, „Ремонт”, „Меморија пристаништа” „Ђурђе Веселиновић”, „У луци”-на крају схватимо да је Туцовић, сликајући ове луке без мора, и ове бродове као гвоздене зидове, у ствари сликао нешто друго, нешто невидљиво: тескобу, хладноћу и језу”

## Критика
Срето Бошњак, историчар уметности и ликовни критичар
„Тек што се појавио на јавној уметничкој сцени, овај млади сликар (по образовању иначе вајар) свратио је на себе озбиљну пажњу и критике и публике: имао је снаге, храбрости и дара да оствари властиту сликарску визију. Целовиту и несвакидашњу.
Ђорђе Кадијевић, редитељ, сценариста, историчар уметности и ликовни критичар
„ Французи су прихватили Туцовићев сликарски класицизам као нешто што је контекстуално разумљиво, без страха (каквог има у нас) да у његовом наглашеном естетизму има нечег анахроничног. Нас још фасцинира то што је данас у уметности допуштено да објекат заузме место представе-тј. да прост предмет постави као уметничко дело. А тамо у свету, фасцинирани су када виде да представа (тј. уметничка слика), заузима место објекта!- баш онако како то Туцовић ради”
Милан Комненић, књижевник
„У противречном, али непрекидном смењивању грађења и разграђивања, Милан Туцовић проналази опсесивне теме свог сликарства. До мистичких заноса обузетом митом градитељства, тај славитељ мистрије и кецеље истовремено је и страсни сакупљач одбачених, дакле "растварених" ствари”.
„У суштини Туцовићева фигуралност проистиче из слагања фантазама. Најчешће, то слагање нема видљив след. Оно до краја ужива извесну слободу игре. Мотиви су преведени у знакове, а знакови су расути у свим правцима по слици”
Миланка Тодић, историчарка уметности
„Мада на први поглед изгледа да су слике Милана туцовића изразито статичне,  да имају старомодну кохерентност и у себе загледан ванвременски свет, у њима постоји једна специфична врста динамичног ритма која присиљава посматрача да непрекидно мења тачку посматрања и изоштрава своја, не само оптичка, чула”
Кристијан Тимоније (Christian Thimonier)
„ Уметник данашњице у друштву које заборавља брзином којом и производи, бира, чува или сакупља, да би створио смисао или разорио очигледност потрошачког. Тој породици сакупљача припада Милан Туцовић.”
Кајоко Јамасаки, књижевница
„Наш сликар, међутим, не даје смисао само безименим људима , већ и предметима, који нису жива бића, али их је створила људска рука. Савремени сликар Леонид Шејка, један од најважнијих Кишових пријатеља, има чувени циклус под називом „Ђубриште”, што је сјајна метафора за двадесети век. И наш Туцовић често црпи надахнуће из ђубришта.”
Драган Јовановић Данилов, песник и ликовни критичар
„Већ на раним дечачким цртежима Милана Туцовића ( које аутор овог текста познаје из прве руке), могла се осетити фина природа једног богом даног талента. Гоњен јаким стваралачким дајмонионом, Милан Туцовић се још од дечаштва страсно предаје цртању, призивајући линијом миље и вилиње детињства”.
Сања Домазет, списатељица, новинарка и универзитетски професор
„ Туцовић слика блага лица млечних и усамљених жена, библијске ковчеге, у сну уловљена мала сунца, дечаке који су заувек остали заробљени у лавиринтима самоће и својим провидним, драгоценим очима , милују наше потиљке оболеле од меланхолије. А очи на Туцовићевим сликама не старе. Литургија слављења лепоте и светлости се код овог сликара никада не прекида”

Миленко Радовић
„Код Туцовића је један темперамент треперав и суздржан, а његова интелигенција изразита. Он достојно баштини наслеђе цивилизацијско и културно, он зна и разна знања савремена, али он је и одговоран. Тако се и светлости његове слике и колорити, па и занат, сасвим независно, наслањају и на традицију и на будућност и слике и сликарства.”
Војислав Карановић, књижевник
„Дело овог уметника одликује замишљеност над пролазношћу, али и жеља да се поврате озареност, да се пробуди сјај заспао у материји. На слици " Дечак који је носио светло" види се дечак како уз груди притиска некакав круг светла. Али ту светлост не емитује неки предмет, светиљка или нешто слично. Њу емитује душа дечака”.
Дејан Ђорић, ликовни критичар
„Отишао је сјајан сликар, али остаје његов опус, дело изразито и ликовно самосвојно, са храбрим и неочекиваним решењима, која нису никада виђена у историји сликарства.... Његове најбоље слике сличне су финим тканицама, а светлост толико суптилна да као на једној долази од свитаца у рукама дечака. За разлику од већине авангардних дела Туцовићева ће се још дуго волети и памтити”.
Владета Јеротић, академик САНУ
„ Милане, рећи ћу Вам нешто, али Вас молим да ме правилно разумете. Вама је као сликару остало само да умрете, јер што се симболике и стила тиче, дотакли сте сами врх. Даље се не може ићи.”

## Самосталне изложбе
- 1991 – Београд, Галерија „Знаци културе (У подруму)”
- 1992 – Београд, Галерија „Дом културе Студентски град“
- 1993 – Београд, Галерија Коларчевог народног универзитета
- 1995 – Београд, Етнографски музеј
- 1995 - Будва, Модерна галерија
- 1996 – Будва, Модерна галерија
- 1996 – Београд, Галерија Коларчевог народног универзитета
- 1997 – Топола, Задужбина краља Петра I
- 2000 – Подгорица, Мобилијар Богоугодног Јована,Галерија Пизана
- 2000 – Ваљево, Модерна галерија Ваљево
- 2002 – Београд, Француски културни центар
- 2002 – Шамалијер, Galerie D`Art Contemporain
- 2002 – Фер, Centre D`Art Contemporain
- 2003 – Пожега, Градска галерија
- 2003 – Ариље, Градска галерија
- 2004 – Токио, Sesion House Garden
- 2005 – Париз, Културни центар Србије и Црне Горе
- 2005 – Бајина Башта, Дани европске баштине
- 2005 – Ужице, Градска галерија
- 2007 – Аранђеловац, Смотра „Мермер и звуци“, Галерија „99“
- 2007 - Београд, Студио Уроборос
- 2009 – Ваљево, Меморија пристаништа, Модерна галерија Ваљево
- 2009 - Београд, Меморија пристаништа, Студио Уроборос
- 2009 - Београд, Галерија РТС
- 2010 - Горњи Милановац, Музеј рудничко-таковског краја
- 2010 - Београд, Уроборос или О могућности обнове, Студио Уроборос
- 2011 - Крагујевац, Галерија Споемен-музеја 21. октобар
- 2012 - Суботица, Савремена галерија Суботица
- 2013 - Београд, Студио Уроборос
- 2013 - Токијо (,
- 2013 -
- 2014 - Токијо, Tokyo,Ginza, Steps Gallery
- 2014 - Врњачка Бања
- 2015 - Chiba, Gallery Mutsu
- 2016 - Београд, Слике 2015-2016, Андрићев венац 2
- 2017 - Галерија Андрићевог института „Петар Лубарда”, Вишеград
- 2017 - Пула, Истра, Галерија СКУЦ Пула
- 2018 - Прокупље, Народни музеј Топлице, Галерија Божа Илић
- 2018 - Ужице, Галерија Педагошког факултета у Ужицу
- 2018 - Ваљево, Тикало-Туцовић, Цртежи и слике, Модерна галерија Ваљево
- 2021 - Београд, Аутопортрет са туђим лицем, Галерија РТС (постхумно)